# XML Base
可扩展标记语言基础是万维网联盟界定的基础便利统壹资源标识符（URI）部分的可扩展标记语言（XML）文档。
xml:base 属性可被插入在XML文档里头指定壹个基干URI以外的基本URI的文档或外部实体。这个属性的值被解释为“提请评论 3986”中定义的一个URI参考“互联网工程任务组 提请评论RFC 3986（IETF 标准）”。它提供的功能描述在“提请评论3986”第5.1.1条里头，建立基本通用资源识别号为解析任意相对引用在属性xml:base有效范围内。
在识别命名空间的可扩展标记语言处理器里头，xml前缀被绑定到该命名空间名称可扩展标记语言中命名空间所描述的“XML Names”。需要注意的是 xml:base仍然可以使用“非命名空间感知”处理器。

## 实际例子
```
<层

	
xml:base=
"http://c996387762.xanga.com/"
>

	
<壹

		
标=
"测试.文类定"
>

		
链接壹
</壹>

</层>

```

```
那么“链接壹”的地址就是：//c996387762.xanga.com/测试.文类定
```